# Pocharica flavescens
Pocharica flavescens är en insektsart som först beskrevs av Victor Antoine Signoret 1860.  Pocharica flavescens ingår i släktet Pocharica och familjen Ricaniidae. Inga underarter finns listade i Catalogue of Life.